# 파탈돕차일드
파탈돕차일드(1989년 6월 12일 ~ )는 대한민국의 래퍼다. 2016년 싱글 《Out Of My Mind》로 데뷔했다.

## 방송
- 사인히어 (2019) - Top44